# MacOS Ventura
macOS Ventura (versión 13) es la decimonovena versión principal de macOS, el sistema operativo de escritorio de Apple para ordenadores Macintosh. Es el sucesor de macOS Monterey y fue anunciado en la WWDC 2022 el 6 de junio de 2022. Lleva el nombre de Ventura en California, siguiendo el sistema de nomenclatura que comenzó con OS X Mavericks.
La primera versión para desarrolladores se lanzó el 6 de junio de 2022, mientras que se espera que la beta pública esté disponible en julio. La versión final se espera para finales de 2022.

## Nuevas características y cambios
macOS Ventura presenta una serie de cambios y nuevas aplicaciones, muchas de las cuales están relacionadas con la productividad. Estos cambios incluyen:
- Tiempo para el Mac
- Reloj para el Mac: una app que muestra la hora mundial y gestiona alarmas, cronómetros y temporizadores
- Stage Manager, una nueva herramienta para organizar las ventanas en el escritorio
- Mejoras en la búsqueda, la organización del correo electrónico y el formato en Mail
- Una nueva versión de Safari que incluye grupos de pestañas compartidas y Passkeys, una tecnología para la gestión de cuentas sin contraseña
- Actualizaciones en Mensajes, que permiten editar y anular el envío de iMessage recientes
- Handoff para FaceTime: la posibilidad de transferir una llamada en curso entre varios dispositivos Apple
- Nuevas funciones para las videoconferencias, incluida la posibilidad de utilizar un iPhone como cámara web de forma inalámbrica
- Las Preferencias del Sistema se han renovado por completo, ahora se llaman Ajustes del Sistema y en el diseño de los Ajustes de iOS y iPadOS
- Fototeca compartida de iCloud que permite a varias personas (miembros de iCloud Family Sharing) añadir, editar y eliminar fotos en la misma fototeca
- Tablero de Game Center rediseñado
- Freeform, una app de productividad como una pizarra para colaborar en tiempo real
- Soporte para rutas con múltiples paradas en Mapas
- Diseño actualizado de Siri

## Hardware compatible
macOS Ventura deja de ser compatible con varios Macs lanzados desde 2013 hasta 2017. Ventura es compatible con los siguientes modelos de Mac:
- iMac (2017 y posteriores)
- iMac Pro
- MacBook (2017)
- MacBook Air (2018 y posteriores)
- MacBook Pro (2017 y posteriores)
- Mac Pro (2019)
- Mac mini (2018 y posteriores)
- Mac Studio (2022)